# VM i fodbold 1982
VM i fodbold 1982 blev afviklet i Spanien.
Selve VM-titlen gik til Italien, der slog Vesttyskland i finalen med cifrene 3-1. For italienerne var det det tredje verdensmesterskab.

## Trivia
- Denne VM-slutrunde var den første, hvortil hold fra alle FIFA's seks konføderationer kvalificerede sig.
- Algeriet, Cameroun, Honduras, Kuwait og New Zealand deltog i en VM-slutrunde for første gang.
- Italiens Paolo Rossi blev topscorer med 6 mål.
- Nordirlands angriber Norman Whiteside VM-debuterede i kampen mod Jugoslavien i en alder af 17 år og 42 dage. Dermed blev han den yngste spiller nogensinde ved en VM-slutrunde – en rekord der stadig holder.
- I Ungarns sejr på 10-1 over El Salvador blev der sat flere rekorder:
  - Ungarn satte med 10 mål ny rekord for flest scorede mål af et hold i en VM-slutrundekamp. Denne rekord holder også stadig.
  - Med 9 måls sejren tangerede kampen rekorden for den største sejr (og dermed også største nederlag) ved en VM-slutrunde – en rekord der i forvejen var delt mellem kampene Ungarn – Sydkorea 9-0 (1954) og Jugoslavien – Zaire 9-0 (1974), og som stadig holder.
  - Det er den VM-slutrundekamp, hvori der er scoret næstflest mål (11 mål) nogensinde, kun overgået af 12-målskampen Østrig – Schweiz 7-5 (1954).

## Resultater

### Kvalifikation
- Se Kvalifikation til VM i fodbold 1982

### Indledende runde
De 24 hold var inddelt i seks grupper a fire hold, der spillede alle-mod-alle. De to bedste hold fra hver gruppe gik videre til mellemrunden.
| Dato  | Kamp               | Res. | Tilsk. |
| ----- | ------------------ | ---- | ------ |
| 14.6. | Italien - Polen    | 0-0  | 33.000 |
| 15.6. | Peru - Cameroun    | 0-0  | 11.000 |
| 18.6. | Italien - Peru     | 1-1  | 25.000 |
| 19.6. | Polen - Cameroun   | 0-0  | 19.000 |
| 22.6. | Polen - Peru       | 5-1  | 25.000 |
| 23.6. | Italien - Cameroun | 1-1  | 20.000 |

| Gruppe 1 | Kampe | Mål | Point |
| -------- | ----- | --- | ----- |
| Polen    | 3     | 5-1 | 4     |
| Italien  | 3     | 2-2 | 3     |
| Cameroun | 3     | 1-1 | 3     |
| Peru     | 3     | 2-6 | 2     |

| Dato  | Kamp                    | Res. | Tilsk. |
| ----- | ----------------------- | ---- | ------ |
| 16.6. | Vesttyskland - Algeriet | 1-2  | 42.000 |
| 17.6. | Chile - Østrig          | 0-1  | 22.500 |
| 20.6. | Vesttyskland - Chile    | 4-1  | 42.000 |
| 21.6. | Algeriet - Østrig       | 0-2  | 22.000 |
| 24.6. | Algeriet - Chile        | 3-2  | 16.000 |
| 25.6. | Vesttyskland - Østrig   | 1-0  | 41.000 |

| Gruppe 2     | Kampe | Mål | Point |
| ------------ | ----- | --- | ----- |
| Vesttyskland | 3     | 6-3 | 4     |
| Østrig       | 3     | 3-1 | 4     |
| Algeriet     | 3     | 5-5 | 4     |
| Chile        | 3     | 3-8 | 0     |

| Dato  | Kamp                    | Res. | Tilsk. |
| ----- | ----------------------- | ---- | ------ |
| 13.6. | Argentina - Belgien     | 0-1  | 25.500 |
| 15.6. | Ungarn - El Salvador    | 10-1 | 23.000 |
| 18.6. | Argentina - Ungarn      | 4-1  | 32.093 |
| 19.6. | Belgien - El Salvador   | 1-0  | 15.000 |
| 22.6. | Belgien - Ungarn        | 1-1  | 37.000 |
| 23.6. | Argentina - El Salvador | 2-0  | 32.500 |

| Gruppe 3    | Kampe | Mål  | Point |
| ----------- | ----- | ---- | ----- |
| Belgien     | 3     | 3-1  | 5     |
| Argentina   | 3     | 6-2  | 4     |
| Ungarn      | 3     | 12-6 | 3     |
| El Salvador | 3     | 1-13 | 0     |

| Dato  | Kamp                       | Res. | Tilsk. |
| ----- | -------------------------- | ---- | ------ |
| 16.6. | England - Frankrig         | 3-1  | 44.172 |
| 17.6. | Tjekkoslovakiet - Kuwait   | 1-1  | 25.000 |
| 20.6. | England - Tjekkoslovakiet  | 2-0  | 41.123 |
| 21.6. | Frankrig - Kuwait          | 4-1  | 30.043 |
| 24.6. | Frankrig - Tjekkoslovakiet | 1-1  | 28.000 |
| 25.6. | England - Kuwait           | 1-0  | 39.700 |

| Gruppe 4        | Kampe | Mål | Point |
| --------------- | ----- | --- | ----- |
| England         | 3     | 6-1 | 6     |
| Frankrig        | 3     | 6-5 | 3     |
| Tjekkoslovakiet | 3     | 2-4 | 2     |
| Kuwait          | 3     | 2-6 | 1     |

| Dato  | Kamp                     | Res. | Tilsk. |
| ----- | ------------------------ | ---- | ------ |
| 16.6. | Spanien - Honduras       | 1-1  | 49.562 |
| 17.6. | Jugoslavien - Nordirland | 0-0  | 25.000 |
| 20.6. | Spanien - Jugoslavien    | 2-1  | 48.000 |
| 21.6. | Honduras - Nordirland    | 1-1  | 15.000 |
| 24.6. | Honduras - Jugoslavien   | 0-1  | 25.000 |
| 25.6. | Nordirland - Spanien     | 1-0  | 49.562 |

| Gruppe 5    | Kampe | Mål | Point |
| ----------- | ----- | --- | ----- |
| Nordirland  | 3     | 2-1 | 4     |
| Spanien     | 3     | 3-3 | 3     |
| Jugoslavien | 3     | 2-2 | 3     |
| Honduras    | 3     | 2-3 | 2     |

| Dato  | Kamp                        | Res. | Tilsk. |
| ----- | --------------------------- | ---- | ------ |
| 14.6. | Brasilien - Sovjetunionen   | 2-1  | 68.000 |
| 15.6. | Skotland - New Zealand      | 5-2  | 36.000 |
| 18.6. | Brasilien - Skotland        | 4-1  | 47.379 |
| 19.6. | Sovjetunionen - New Zealand | 3-0  | 19.000 |
| 22.6. | Sovjetunionen - Skotland    | 2-2  | 45.000 |
| 23.6. | Brasilien - New Zealand     | 4-0  | 35.130 |

| Gruppe 6      | Kampe | Mål  | Point |
| ------------- | ----- | ---- | ----- |
| Brasilien     | 3     | 10-2 | 6     |
| Sovjetunionen | 3     | 6-4  | 3     |
| Skotland      | 3     | 8-8  | 3     |
| New Zealand   | 3     | 2-12 | 0     |

### Mellemrunde
De 12 tilbageværende hold blev inddelt i fire nye grupper a tre hold, der spillede alle-mod-alle. De fire gruppevindere gik videre til semifinalerne.
| Dato  | Kamp                    | Res. | Tilsk. |
| ----- | ----------------------- | ---- | ------ |
| 28.6. | Polen - Belgien         | 3-0  | 65.000 |
| 1.7.  | Belgien - Sovjetunionen | 0-1  | 45.000 |
| 4.7.  | Polen - Sovjetunionen   | 0-0  | 65.000 |

| Gruppe A      | Kampe | Mål | Point |
| ------------- | ----- | --- | ----- |
| Polen         | 2     | 3-0 | 3     |
| Sovjetunionen | 2     | 1-0 | 3     |
| Belgien       | 2     | 0-4 | 0     |

| Dato  | Kamp                   | Res. | Tilsk. |
| ----- | ---------------------- | ---- | ------ |
| 29.6. | Vesttyskland - England | 0-0  | 75.000 |
| 2.7.  | Vesttyskland - Spanien | 2-1  | 90.089 |
| 5.7.  | Spanien - England      | 0-0  | 75.000 |

| Gruppe B     | Kampe | Mål | Point |
| ------------ | ----- | --- | ----- |
| Vesttyskland | 2     | 2-1 | 3     |
| England      | 2     | 0-0 | 2     |
| Spanien      | 2     | 1-2 | 1     |

| Dato  | Kamp                  | Res. | Tilsk. |
| ----- | --------------------- | ---- | ------ |
| 29.6. | Italien - Argentina   | 2-1  | 70.000 |
| 2.7.  | Argentina - Brasilien | 1-3  | 60.000 |
| 5.7.  | Italien - Brasilien   | 3-2  | 75.000 |

| Gruppe C  | Kampe | Mål | Point |
| --------- | ----- | --- | ----- |
| Italien   | 2     | 5-3 | 4     |
| Brasilien | 2     | 5-4 | 2     |
| Argentina | 2     | 2-5 | 0     |

| Dato  | Kamp                  | Res. | Tilsk. |
| ----- | --------------------- | ---- | ------ |
| 28.6. | Østrig - Frankrig     | 0-1  | 37.000 |
| 1.7.  | Østrig - Nordirland   | 2-2  | 20.000 |
| 4.7.  | Frankrig - Nordirland | 4-1  | 37.000 |

| Gruppe D   | Kampe | Mål | Point |
| ---------- | ----- | --- | ----- |
| Frankrig   | 2     | 5-1 | 4     |
| Østrig     | 2     | 2-3 | 1     |
| Nordirland | 2     | 3-6 | 1     |

### Finalekampe
| Dato        | Kamp | Kamp         | Resultat | Stadion                                | Tilskuere |
| ----------- | --- | ------------ | -------- | -------------------------------------- | --------- |
| Semifinaler | |              |          |                                        |           |
| 8.7.        | Polen | Italien      | 0-2      | Nou Camp, Barcelona                    | 50.000    |
|             | 0-1, 0-2 Paolo Rossi (22., 73.) |              |          |                                        |           |
| 8.7.        | Vesttyskland | Frankrig     | 3-3 efs. | Estadio Ramón Sánchez Pizjuán, Sevilla | 70.000    |
|             | 1-0 Pierre Littbarski (17.), 1-1 Michel Platini (26. str.), 1-2 Marius Trésor (92.), 1-3 Alain Giresse (98.), 2-3 Karl-Heinz Rummenigge (102.), 3-3 Klaus Fischer (108.) |              |          |                                        |           |
|             | Vesttyskland vandt efter 5-4 i straffesparkskonkurrence. |              |          |                                        |           |
| Bronzekamp  | |              |          |                                        |           |
| 10.7.       | Polen | Frankrig     | 3-2      | Estadio José Rico Pérez, Alicante      | 28.000    |
|             | 0-1 René Girard (13.), 1-1 Andrzej Szarmach (40.), 2-1 Stefan Majewski (44.), 3-1 Janusz Kupcewisz (46.), 3-2 Alain Couriol (72.)                                        |              |          |                                        |           |
| Finale      | |              |          |                                        |           |
| 11.7.       | Italien | Vesttyskland | 3-1      | Estadio Santiago Bernabéu, Madrid      | 90.000    |
|             | 1-0 Paolo Rossi (57.), 2-0 Marco Tardelli (69.), 3-0 Alessandro Altobelli (81.), 3-1 Paul Breitner (83.)                                                                 |              |          |                                        |           |

- efs.: efter forlænget spilletid.

## Statistik

### Målscorer
| 6 mål - Paolo Rossi 5 mål - Karl-Heinz Rummenigge 4 mål - Zico - Zbigniew Boniek 3 mål - Falcão - Alain Giresse - László Kiss - Gerry Armstrong 2 mål - Salah Assad - Daniel Bertoni - Diego Maradona - Daniel Passarella - Walter Schachner - Éder - Serginho - Sócrates - Antonín Panenka - Trevor Francis - Bryan Robson - Bernard Genghini - Michel Platini - Dominique Rocheteau - Didier Six - Klaus Fischer - Pierre Littbarski - László Fazekas - Tibor Nyilasi - Gábor Pölöskei - Marco Tardelli - Billy Hamilton - John Wark | 1 mål - Lakhdar Belloumi - Tedj Bensaoula - Rabah Madjer - Osvaldo Ardiles - Ramón Díaz - Reinhold Hintermaier - Hans Krankl - Bruno Pezzey - Ludo Coeck - Alexandre Czerniatynski - Erwin Vandenbergh - Júnior - Oscar - Grégoire M'Bida - Juan Carlos Letelier - Gustavo Moscoso - Miguel Ángel Neira - Luis Ramírez - Paul Mariner - Maxime Bossis - Alain Couriol - René Girard - Gérard Soler - Marius Trésor - Paul Breitner - Horst Hrubesch - Uwe Reinders - Antonio Laing - Héctor Zelaya - Lázár Szentes - József Tóth - József Varga - Alessandro Altobelli - Antonio Cabrini - Bruno Conti - Francesco Graziani | - Abdullah Al-Buloushi - Faisal Al-Dakhil - Steve Sumner - Steve Wooddin - Rubén Toribio Díaz - Guillermo La Rosa - Andrzej Buncol - Włodzimierz Ciołek - Janusz Kupcewicz - Grzegorz Lato - Stefan Majewski - Włodzimierz Smolarek - Andrzej Szarmach - Steve Archibald - Kenny Dalglish - Joe Jordan - David Narey - John Robertson - Graeme Souness - Andriy Bal - Sergei Baltacha - Oleg Blokhin - Aleksandr Chivadze - Yuri Gavrilov - Khoren Oganesian - Ramaz Shengelia - Juanito - Roberto López Ufarte - Enrique Saura - Jesús María Zamora - Ivan Gudelj - Vladimir Petrović Selvmål - Jozef Barmoš (for England) Spillere som fik et rødt kort - Américo Gallego - Diego Maradona - Ladislav Vízek - Gilberto Yearwood - Mal Donaghy |

## Stadioner
- Estadio José Rico Pérez, Alicante
- Camp Nou, Barcelona
- Estadio Sarriá, Barcelona
- San Mamés, Bilbao
- Riazor, La Coruña
- Nuevo Estadio, Elche
- El Molinón, Gijón
- Santiago Bernabéu, Madrid
- Vicente Calderon, Madrid
- La Rosaleda, Málaga
- Estadio Carlos Tortiere, Oviedo
- Estadio Ramón Sánchez Pizjuán, Sevilla
- Estadio Luis Casanova, Valencia
- Estadio José Zorilla, Valladolid
- Estadio Balaidos, Vigo
- Estadio La Romareda, Zaragoza